# 유리 레비치
유리 레비치(독일어: Yury Revich, 러시아어: Ю́рий Алекса́ндрович Ре́вич 유리 알렉산드로비치 레비치[*], 1991년 8월 28일~)는 러시아 출신 오스트리아의 바이올린 연주자, 작곡가이다.

## 생애
모스크바에서 태어난 레비치는 6살 때부터 바이올린을 연주했으며, 7살에 모스크바 음악원(차이콥스키 음악원)의 중앙 음악 학교(Центральная музыкальная школа при Московской государственной консерватории имени П.И. Чайковского)에 입학했다. 그는 2005년부터 2009년까지 이 곳에서 빅토르 피카이젠에게 바이올린을 배웠다.
2009년에 오스트리아로 건너가 2016년까지 빈 사립음악예술대학교(Musik und Kunst Privatuniversität der Stadt Wien)에서 수학했다. 현재 오스트리아 국적을 취득하고 빈에 거주하고 있다.
2009년 5월 뉴욕 카네기 홀에서 첫 공연을 가졌으며, 2013년에는 밀라노의 스칼라 극장(The Milan La Scala)에서도 데뷔했다. 그는 다음과 같은 세계적인 공연장에서 공연했다.
- 뉴욕 케네기 홀 (Carnegie Hall)
- 베를린 필하모니 (Berliner Philharmonie)
- 베를린 콘서트 하우스(Konzerthaus Berlin)
- 빈 무직페라인(Wiener Musikverein)
- 빈 콘서트 하우스(Wiener Konzerthaus)
- 밀라노 스칼라 극장 (The Milan La Scala))
- 파리 살 플레엘 (Salle Pleyel)
- 런던 카도건 홀(Cadogan Hall)
- 모스크바 차이코프스키 콘서트 홀(Tchaikovsky Concert Hall)
- 취리히 톤할레 (Tonhalle Zürich)
- 함부르크 라이스할레 (Laeiszhalle)
- 시카고 프레스턴 브래들리 홀(Preston Bradley Hall)
- 뮌헨 가슈타이크(Gasteig)

2012년부터 2016년까지 레비치는 1783년 제작된 발레스트리에리(Balestrieri) 바이올린을 연주하였으며, 2016년부터는 1709년 제작된 스트라디바리(Stradivari) 바이올린을 연주하고 있다. 
솔리스트로서 베를린 심포니오케스트라, 뮌헨 심포니오케스트라, 잘츠부르크 심포니오케스트라, 로열 필하모닉 오케스트라(Royal Philharmonic Orchestra)외 전 세계의 수많은 오케스트라와 협연하였다. 
유리 레비치의 앨범, 슈발리에 드 생 조르쥬 (Chevalier de Saint-Georges)는 넷플릭스(Nettflix)의 화제작 브리저튼(Bridgerton)의 사운드트랙으로 사용되었으며, 빌보드차트에 오르기도 했다. 
그의 앨범 „8개의 계절-비발디와 피아졸라 (8 Seasons – Vivaldi & Piazzolla) (ARS records)는 ECHO Klassik을 수상했다. 
유리 레비치는 열정적인 작곡가이기도 하다. 2023년 6월에는 런던에서 그가 처음으로 작곡한 심포니곡으로서 "칼레이도스코프(Kaleidoscope)"는 성공적으로 초연 공연되었으며, 그 외 그가 직접 작곡한 ”코리너 숲“ 심포니곡은 베를린 심포니 오케스트라와 ”어웨이크닝“은 뮌헨 심포니 오케스트라와 잘츠부르크 오케스트라에 의해 연주되기도 했다. 
특히 영화음악에 관심이 많은 유리 레비치는 오스카 후보이기도 했으며, 에이미 수상자인 오렌 무버만(Oren Moverman)이 제작한 새 영화의 음악 작곡을 2023년 완료했다. 지난 2023 년에는 칸영화제에서 작곡가 및 연주자로 데뷔했으며, 이때 레오나르도 디카프리오, 주드 로도 함께 했다. 
또한 그는 미술, 음악, 무용, 패션, 응용예술 등 다양한 예술을 무대 한곳에서 하나로 모아 ”음악을 보고, 예술(미술)을 듣는 혁신적인 시도“를 하는 예술감독이기도 하다.
영국 월간 클래식 음악 잡지《스트라드》(The Strad)와 베를린 필하모니 콘체르트하우스는 유리 레비치에 대해 다음과 같이 평가한다.
"full-blooded authority, fleet-fingered dexterity, innate musicality and substantial accuracy..." - The Strad
”혈기왕성한 권능 (권위), 훌륭한 순발력과 능숙함, 타고난 음악적 재능, 수준높은 정확성“-《스트라드》(The Strad)
"In his twenties Yury Revich is already a multi-faceted artist of incredible depth and maturity."
-Philharmonie Berlin Konzerthaus
"이미 어린 20대에 믿을 수 없는 깊이와 성숙함을 갖춘, 다방면의 예술가"- 베를린 필하모니 콘서트하우스
-2022년 9월 유리 레비치의 앨범 <Chevalier Saint-Georges double concertos> 빌보드 클래식 차트에서 상위 100 기록했다.
-2023년 유리 레비치의 <Chevalier St. Georges 앨범>이 넷플릭스 시리즈 브리저튼 (Bridgerton)의 공식 사운드트랙에 포함되었다.
-2023년 6월 직접 작곡한 최초의 심포니 “Kaleidoscope”는 London, St. George Cathedral in Mayfair에서 소개되었다.
-2022년 직접 작곡한 심포니곡"어에이크닝 (AWAKENING)"은 잘츠부룩에서 잘츠부르크 심포니 오케스트라 (Salzburtg Symphony Orchestra)와 초연했다.
-빈 필하모니 신년음악회로 유명한 빈 뮤직페라인 (Musikverein), 황금홀 (GOLDEN HALL)에서 유리 레비치 작곡 UNITY를 일본 불교합창단과 에그너 트리오 협연해 화제를 일으켰다.

음반
Russian Soul – mit Valentina Babor (Klavier), 2012, Ars Produktion.
Andreas Romberg: 3 Sonaten für Violine Solo, Op.32 – 2013, Sony Classical Switzerland.
Romberg: Concertos 2013, Sony Classical Switzerland.
Mozart and Sarasate 2014, OnePoint.FM
Steps through the Centuries 2015, Odradek Records.
Joseph Boulogne, Chevalier de Saint-Georges Symphonies concertantes / Symphony in G major

수상
2016년: 에코 클라식 (ECHO Klassik)에서 '신예 예술가상' 수상
2015년: ICMA(International Classical Music Awards)에서 '영재 예술가상' 수상
2014년: 빈 베토벤 센터 (Beethoven Center Vienna)에서 '영재 예술가상' 수상
2007년: 클로스터 쇤탈(Kloster Schöntal)에서 열린 제12회 국제 바이올린 대회에서 세 번째 상과 '바흐의 곡 해석 중 최고상' 특별상 수상